# Bioalcohol

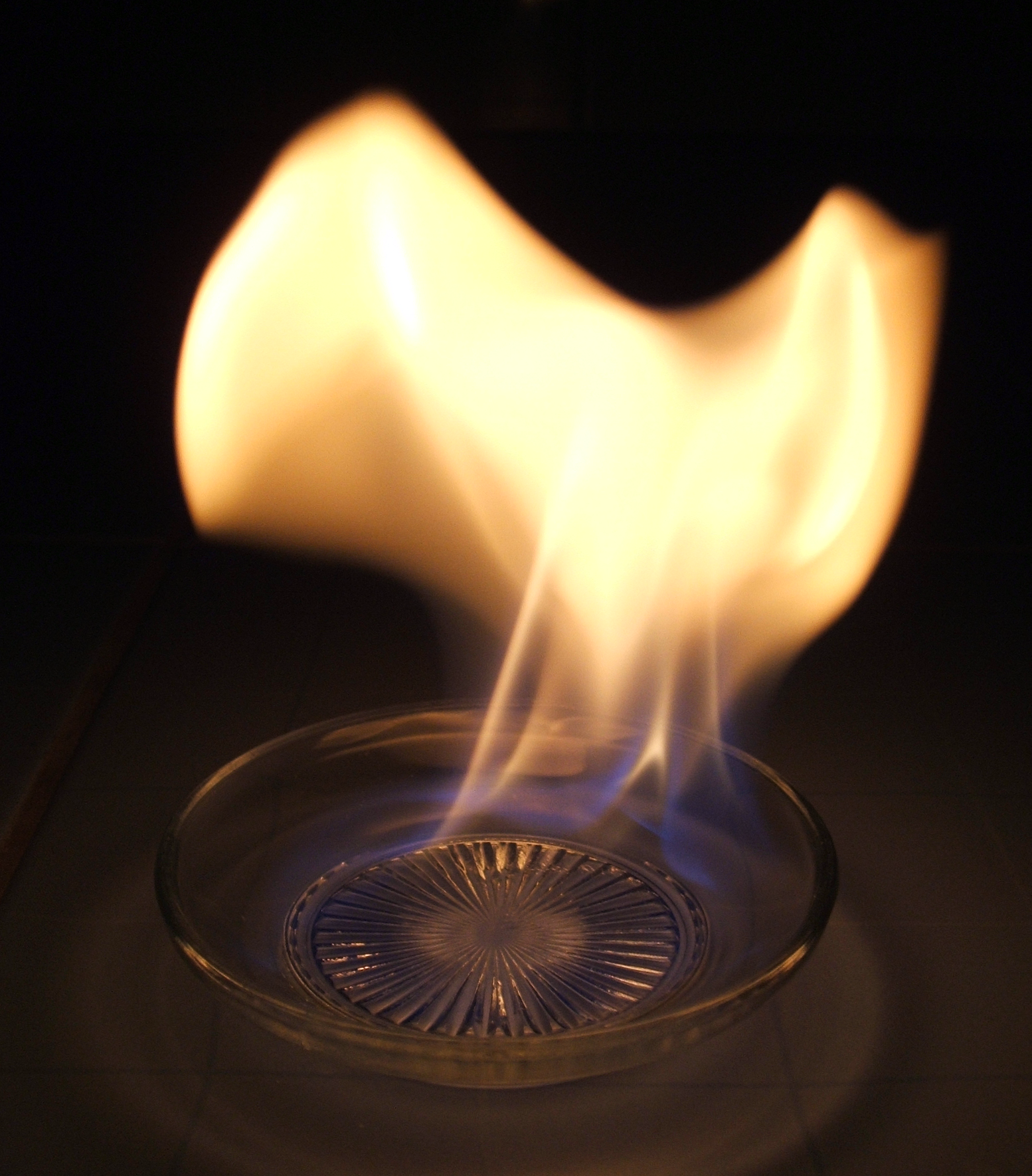
Combustión de un alcohol.

Se denomina bioalcohol al  alcohol producido a partir de materias y restos orgánicos mediante fermentación alcohólica. Existe tecnología para producir alcohol a partir de caña de azúcar, yuca, madera o restos celulósicos.
Una de las formas más fáciles de hacer alcohol es fermentando mosto de caña, granos de maíz, papa o remolacha.
Punto de ebullición a presión de una atmósfera:
| Sustancia     | Te °C |
| ------------- | ----- |
| Metanol       | 64,7  |
| Etanol        | 78,4  |
| Propanol      | 82,4  |
| Metil-butanol | 99,5  |
| Agua          | 100   |
| Butanol       | 117   |
| Pentanol      | 138   |
| Hexanol       | 157   |